# Helmut Rix
Helmut Rix (ur. 4 lipca 1926 w Ambergu, zm. 3 grudnia 2004 we Fryburgu Bryzgowijskim) – niemiecki indoeuropeista i etruskolog. Zajmował się badaniami nad językami indoeuropejskimi i etruskim. Jako pierwszy (1998) zaproponował rodzinę języków tyrreńskich, w którą połączył języki etruski, retycki i lemnijski.

## Życiorys
Helmut Rix urodził się w 1926 roku w rodzinie nauczycielskiej w Ambergu. Po otrzymaniu świadectwa maturalnego i służbie w marynarce, od 1946 roku studiował indoeuropeistykę, filologię klasyczną i historię na uniwersytecie w Würzburgu, a od 1947 w Heidelbergu, gdzie w 1950 doktoryzował się pracą pt. Bausteine zu einer Hydronymie Alt-Italiens. Od 1951 był asystentem Hansa Krahego w Tybindze, a od 1955 docentem łaciny i greckiego w Evangelischen Augustana-Hochschule w Neuendettelsau (Środkowa Frankonia).
W 1959 habilitował się w Tybindze, pracą Das etruskische Cognomen. Untersuchungen zu System, Morphologie und Verwendung der Personennamen auf den jüngeren Inschriften Nordetruriens (opublikowane w Wiesbaden w 1963).
W 1966 roku został powołany na nowo założony Uniwersytet Ratyzboński, a od 1982 roku pełnił funkcję profesora na uniwersytecie we Fryburgu. W 1993 przeszedł na emeryturę.
Zmarł 3 grudnia 2004 wskutek wypadku samochodowego.
Helmut Rix był członkiem Heidelbergskiej Akdamii Nauk, Comitato internezionale de letteratura Archivio Glottologico Italiano, Istituto Nazionale di Studi Etruschi, Société Linguistique de Paris i Towarzystwa Indoeuropejskiego, któremu przewodniczył, w latach 1973–1978.